# 陈铁军

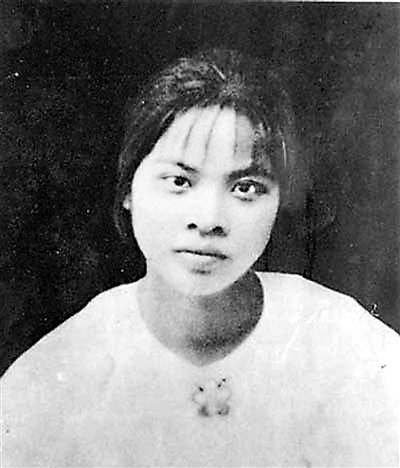
陈铁军

陈铁军（1904年—1928年），原名陈燮君，女，广东佛山人，中国革命烈士。
1925年，陈铁军在中国共产党的领导下从事工人运动。1926年加入中国共产党。任中共中山大学支部委员，两广区委妇女委员，广东妇女解放协会秘书长。大革命失败后，与周文雍组成假夫妻建立党的地下联络机关。1927年参加广州起义，失败后，留在广州坚持斗争。1928年春，因叛徒告密，被捕。在酷刑和利诱面前立场坚定，在临刑前，与周文雍举行了刑场上的婚礼。

## 家庭
丈夫周文雍，二人在红花岗刑场被执行枪决前举行了刑场上的婚礼。